# لسوتو در المپیک تابستانی ۱۹۹۲
کاروان المپیکی لسوتو یکی از کاروان‌های شرکت‌کننده در بازی‌های المپیک تابستانی ۱۹۹۲ بود. این دوره از ۲۵ ژوئیه تا ۹ اوت ۱۹۹۲ میلادی در شهر بارسلونا، در کشور اسپانیا برگزار شد.

## شرکت‌کنندگان
فهرست زیر به کاروان لسوتو اشاره دارد.
| ورزش        | مردان | زنان | مجموع |
| ----------- | ----- | ---- | ----- |
| دو و میدانی | ۵     | ۱    | ۶     |
| مجموع       | ۵     | ۱    | ۶     |